# Peribatodes aterrima
Peribatodes aterrima là một loài bướm đêm trong họ Geometridae.